# Wysiedlenia Polaków podczas II wojny światowej dokonane przez Niemców

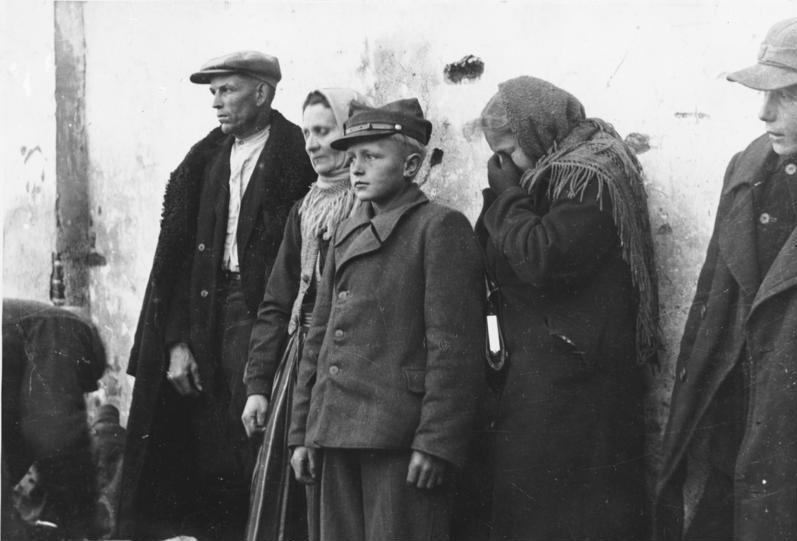
Rodzina Matczaków wysiedlona z Sieradza (1939)

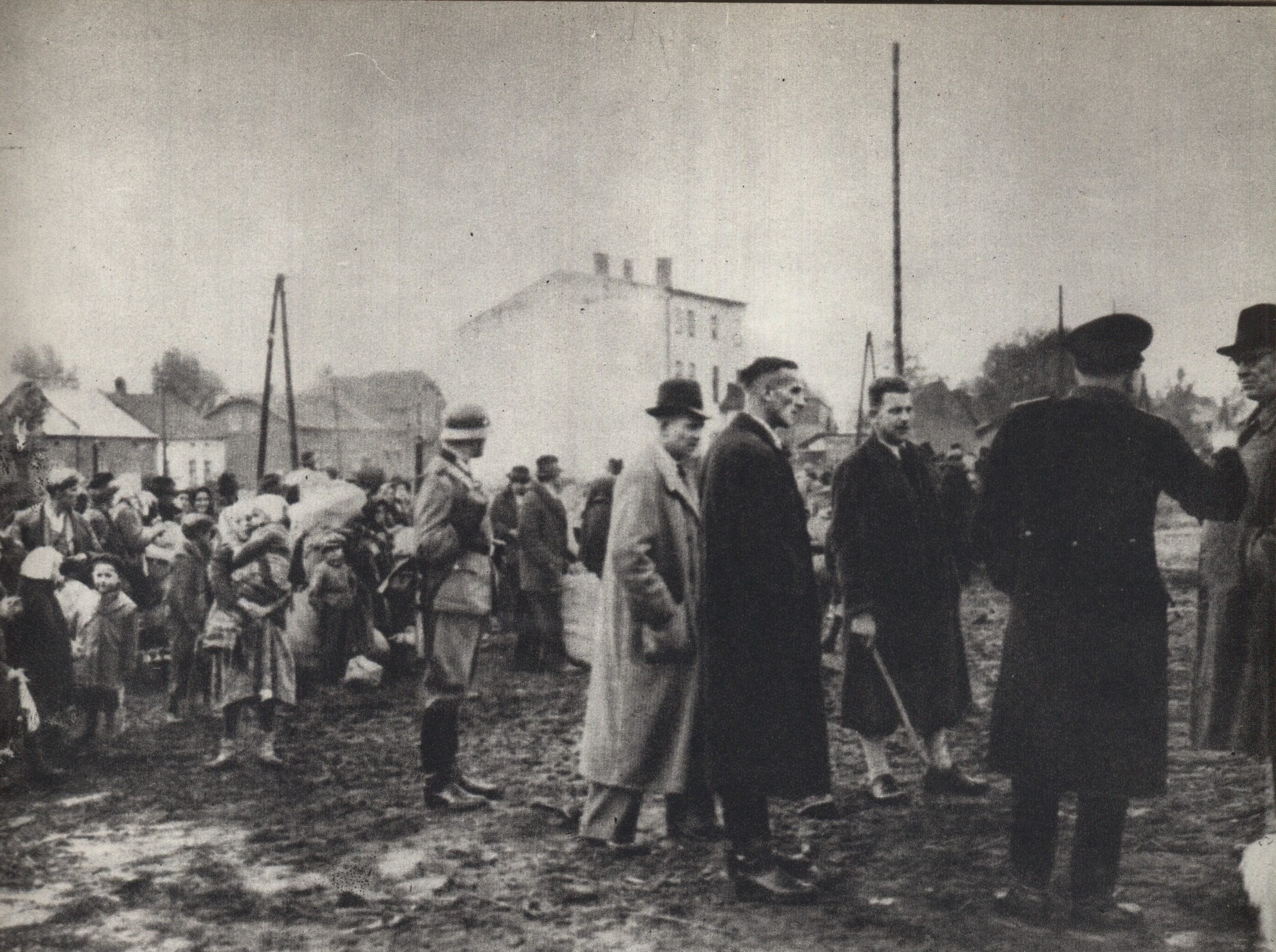
Wysiedlenia Polaków z Żywiecczyzny jesienią 1940

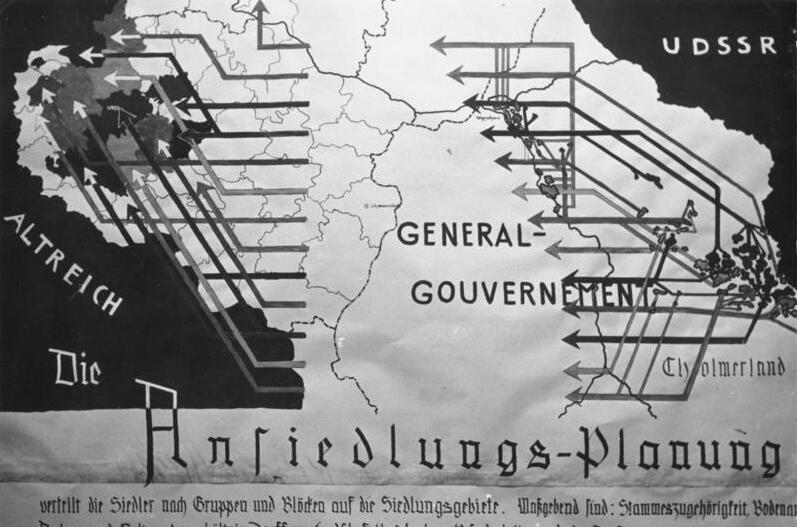
Tereny na ziemi chełmskiej i Lubelszczyźnie, z których przesiedlano volksdeutschów w ramach akcji zwanej Cholmeraktion do Kraju Warty w miejsca po wysiedlonych Polakach

Wysiedlenia Polaków podczas II wojny światowej dokonane przez Niemców, tzw. Generalsiedlungsplan (Generalny Plan Przesiedleńczy) miały miejsce w latach 1939–1945 w okupowanej Polsce i związane były z niemieckimi planami germanizacji terenów należących do II Rzeczypospolitej, które w wyniku kampanii wrześniowej znalazły się pod niemiecką okupacją. Wysiedlenia te początkowo miały charakter spontaniczny i polegały na zabieraniu majątku oraz nieruchomości byłym właścicielom – Polakom przez członków mniejszości niemieckiej zamieszkałej na terenie Polski. Później przybrały charakter zorganizowanych przez rząd III Rzeszy starannie zaplanowanych wysiedleń całych obszarów zamieszkanych przez ludność polską z zamiarem osiedlenia na tych terenach ludności niemieckiej przesiedlanej z innych państw jak Rosja, Rumunia czy państwa bałtyckie. Wysiedlenia Polaków przez Niemców odbywały się praktycznie od momentu rozpoczęcia wojny do ostatnich chwil pobytu armii niemieckiej na terenach Polski.

## Wysiedlenia „dzikie”

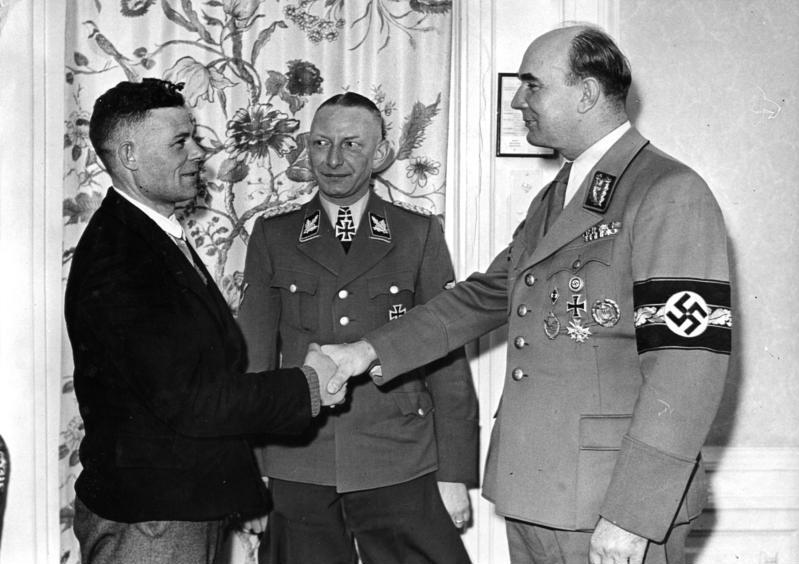
Arthur Greiser wita milionowego Niemca przesiedlonego do Kraju Warty ze wschodniej Europy w ramach niemieckiej akcji przesiedleńczej Heim ins Reich – marzec 1944. W środku Heinz Reinefarth.

Pierwsze migracje ludności na terenie Polski podczas II wojny światowej rozpoczęły się we wrześniu 1939 roku. Dzieliły się one na dwa rodzaje. Pierwsze wiązały się z ucieczkami cywilów z terenów objętych działaniami wojennymi. W obawie o życie, wielu Polaków, chroniąc się przed zbliżającą się armią niemiecką, opuszczało swoje miejsca zamieszkania, udając się w głąb kraju. Część uciekinierów, która ocalała we wrześniu, wróciła po ustaniu ostatnich walk; niektórzy, obawiając się represji, rozproszyli się po całym kraju lub uszli za granicę.
Drugą grupę dzikich wysiedleń stanowiły spontaniczne wysiedlenia Polaków przeprowadzane z inicjatywy niemieckich władz lokalnych, bez zgody centralnych urzędów administracji Rzeszy. „Dzikie” wypędzenia rozpoczęły się w pierwszych tygodniach okupacji i trwały aż do końca listopada 1939. Polegały one na wzywaniu imiennie poszczególnych osób (głównie posiadaczy ziemskich, kupców i rzemieślników) przez lokalne nowo powołane władze okupacyjne i nakazywaniu im opuszczenia w ciągu 24 godzin miejsca zamieszkania. Inną praktyką było otaczanie całych dzielnic miast kordonami wojska i policji, a następnie usuwanie ich mieszkańców. Wzywani mogli zabrać jedynie niezbędną odzież, podręczne przedmioty oraz żywność na drogę. Cały swój majątek, nieruchomości, meble i urządzenia musieli pozostawić do dyspozycji władz niemieckich, które przekazywały je osadnikom niemieckim. Ze względu na to, że często wysiedleń tych dokonywano na wniosek miejscowej mniejszości niemieckiej, dotychczasowych sąsiadów wysiedlanych, majątki te przechodziły na ich własność. W niektórych powiatach wysiedlono w ten sposób kilkaset osób, w powiecie bydgoskim ok. 1000, a w Gdyni kilka tysięcy osób. W sumie liczbę wysiedlonych oraz zbiegłych, po wybuchu wojny, których zmuszono do porzucenia swoich majątków, niemieckie władze oszacowały na liczbę od 30 do 40 tys.
Teoretycznie po próbie wprowadzania przez Niemców zorganizowanych akcji wysiedleńczych realizowanych w ramach Generalplan Ost dzikie wysiedlenia ustały. W praktyce jednak podczas okupacji miało miejsce wiele epizodów zachowujących barbarzyński charakter akcji z pierwszych chwil wojny. Niemieckie wojsko oraz służby policyjne miały dość dużą swobodę działania na okupowanych terenach i dopuszczały się one na własną rękę w ramach działań wojennych, bez zezwoleń administracji centralnej, szeregu wysiedleń oraz pacyfikacji całych obszarów na terenie Polski. W szeregu dzikich wysiedleń można przykładowo postawić łapanki przeprowadzane na ulicach miast oraz akcje pacyfikacji polskich wsi w ramach ściągania kontrybucji i działań odwetowych na ludności cywilnej za działalność polskiej partyzantki. Jednym ze słynących z barbarzyństwa wysiedleń tego typu były pierwsze samowolne wysiedlenia policyjne dokonane na początku listopada 1941 roku na Zamojszczyźnie. Otwarte i nieskrępowane okrucieństwa jakich dokonała niemiecka policja pod dowództwem Odila Globocnika podczas wysiedlania 2000 chłopów z pięciu zamojskich wsi, wstrząsnęła nawet niemieckim dowództwem i była powodem do usunięcia go z zajmowanego stanowiska.

## System organizacyjny wysiedleń

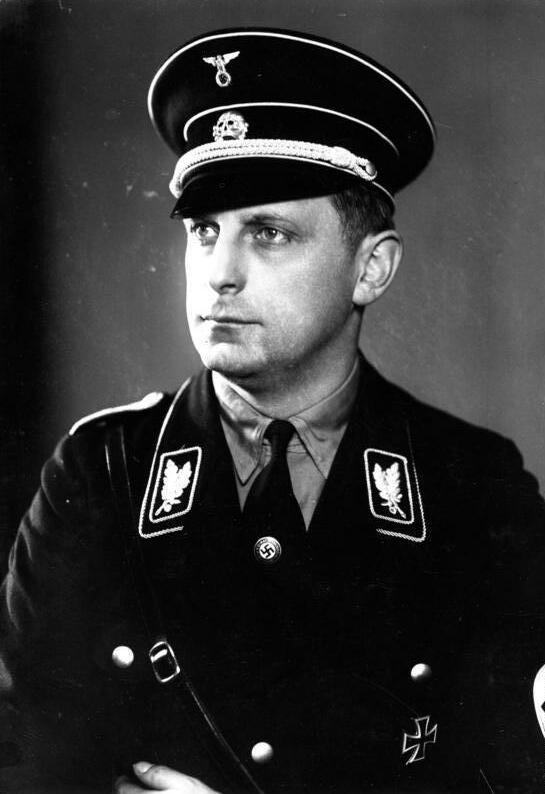
SS-Obergruppenführer Werner Lorenz, szef organizacji zajmującej się przesiedleniami volksdeutschów tzw. VoMi, a później działu przesiedleńczego Komisariatu Rzeszy do spraw Umacniania Niemczyzny

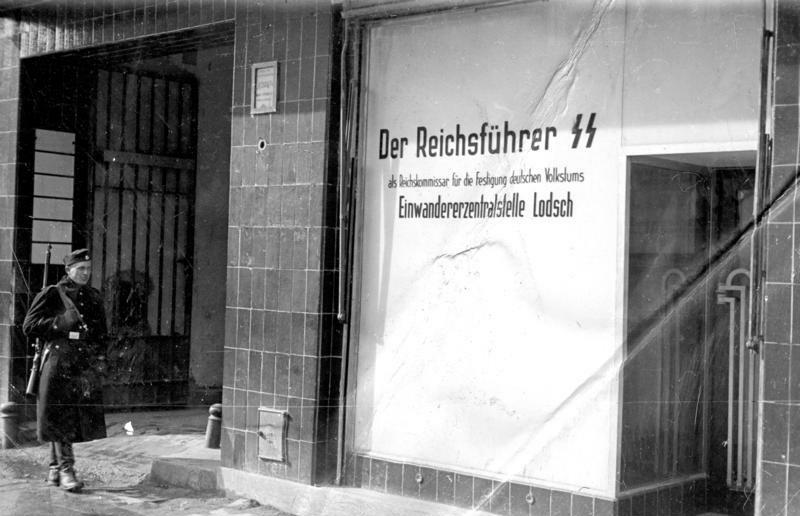
Siedziba RKFDV na ul. Piotrkowskiej (w czasie okupacji Hitler Strasse) w okupowanej Łodzi

„[...] całą wschodnią i południowo-wschodnią Europę częściowo wypełniają odpryski niemieckiego narodu. Właśnie w tym leży powód i przyczyna następujących międzypaństwowych konfliktów. W epoce pryncypium narodowości i idei rasowej utopijna jest wiara, iż członkowie wysokowartościowego narodu mogą zostać zasymilowani. Zatem zadaniem perspektywicznego porządku europejskiego życia jest przeprowadzenie przesiedleń, aby tym sposobem zlikwidować część europejskiego podłoża konfliktów”. – Adolf Hitler, mowa wygłoszona w Reichstagu 6 października 1939 roku

W III Rzeszy istniały dwie organizacje zajmujące się problematyką wysiedleń z terenów okupowanych. Pierwszą była organizacja VoMi (niem. Volksdeutsche Mittelstelle; pol. Główny Urząd Kolonizacyjny dla Niemców etnicznych), a drugą RuSHA (niem. SS-Rasse-und-Siedlungshauptamt, czyli Główny Urząd do spraw Rasowych i Osiedleńczych SS). Ich celem była germanizacja terenów podbitych za pomocą masowych wysiedleń ludności polskiej i zasiedlanie ich Niemcami. W 1940 roku obie organizacje zostały połączone w Komisariat Rzeszy do spraw Umacniania Niemczyzny, na którego czele stał od początku jego utworzenia do końca wojny Ulrich Greifelt podlegający bezpośrednio Heinrichowi Himmlerowi. Szefem działu przesiedleńczego tej organizacji zajmującej się logistyką wysiedleń był Werner Lorenz. Siedziba tego Urzędu mieściła się w Berlinie-Halensee, Kurfurstendamm 140.
W celu zorganizowanego przebiegu wysiedleń Niemcy utworzyli także system urzędów oraz obozów przesiedleńczych. Dnia 11 listopada 1939 r. w Poznaniu utworzono po raz pierwszy zalążki instytucji dedykowanej temu problemowi tzw. Specjalny Sztab dla Przesiedlania Polaków i Żydów (niem. Sonderstab für Umsiedlung der Polen und Juden), który wkrótce przekształcono w Urząd dla Przesiedlania Polaków i Żydów (niem. Amt für Umsiedlung der Polen und Juden). Wiosną 1940 r. nastąpiła kolejna zmiana nazwy na Urząd Przesiedleńczy (niem. Umwanderungsstelle), by po upływie kilku tygodni stać się Centralą Przesiedleńczą (niem. Umwandererzentralstelle, w skrócie UWZ). Siedzibą tej instytucji był od początku Poznań, ale wkrótce powstały także kolejne oddziały. Wyżej wymienionym urzędom podlegała rozbudowana sieć Obozów przesiedleńczych. Pierwszy z nich utworzony został na przełomie 1939/1940 roku w Łodzi i związany był z akcją wysiedleń z Wielkopolski (Kraj Warty). Później powstawały także inne obozy. Sieć tych urzędów wraz z podporządkowanymi im obozami przedstawiała się następująco:
- Centrala Przesiedleńcza w Poznaniu (niem. Umwandererzentralstelle in Posen – UWZ) – 11.11.1939 r. podlegająca bezpośrednio RSHA kierowana przez SS-Sturmbannfuhrera Rappa, a później SS-Sturmbannfuhrera Heinza Höppnera.
- Centrala Przesiedleńcza w Łodzi (niem. Umwandererzentralstelle in Litzmannstadt) – 15.11.1940 r. mieszcząca się przy ulicy Piotrkowskiej 133, kierowana przez SS-Obersturmbannfuhrera Hermanna Krumeya. Centrali podlegały obozy przesiedleńcze:
  - Centralny obóz przesiedleńczy (niem. Durchgangslager I der Umwandererzentralstelle Posen, Dienststelle Litzmannstadt) mieszczący się w Łodzi w budynkach po dawnej fabryce tkanin B.A. Gliksmana na ulicy Łąkowej 4 (niem. Wiesenstrasse) znajdujących się w obrębie dzisiejszej dzielnicy Polesie. Komendantami byli Ertel, Albert Sauer oraz Erich Lorenz.
  - Obóz przesiedleńczy (niem. Umsiedlungslager) – na ulicy Żeligowskiego 41/43 (wówczas ul. Leszno – niem. Luisenstrasse). Komendantami byli kolejno SS-Unterscharfuhrer Artur Schutz[7], SS-Hauptsturmführer Fritz Jobski i SSman o nazwisku Goede.
  - Obóz przesiedleńczy (niem. Umsiedlungslager) – przy ul. Kopernika 53/55 (niem. Gosslerstrasse). Komendantem był SS-Obersturmfuhrer Max Andritzke,
  - Obóz przesiedleńczy (niem. Umsiedlungslager) – przy ul. Hutora 32. Komendantem był SS-Untersturmfuhrer Ludwig Witthinrich zastąpiony przez Ernsta Krügera[8],
  - Obóz przesiedleńczy w Konstantynowie (niem. Durchgangslager Konstantinow) – utworzony na przełomie 1939/40 roku w zlikwidowanej fabryce włókienniczej K. Steinerta i braci Schweikert przy ulicy Łódzkiej 27. Komendantem był SS-Rottenfuhrer Huhn.
  - Obóz dla małoletnich Polaków (niem. Polen Jugendverwahrlager der Sicherheitspolizei) – przy ul. Przemysłowej. Komendantem od momentu utworzenia do wyzwolenia był radca sądowy i szef policji kryminalnej w Łodzi, SS-Sturmbannfeuhrer Karl Ehrlich. Do obozu kierowano m.in. dzieci przesiedleńców,
- Centrala Przesiedleńcza w Gdańsku (niem. Umwandererzentralstelle in Danzig) – 1940 r.(w 1943 przeniesiono go do Potulic) – obejmował on okręg Gdańsk-Prusy Zachodnie.
  - Obóz przesiedleńczy w Potulicach (niem. Umsiedlungslager) – założony w lutym 1941 r.[9]
  - Obóz przesiedleńczy w Toruniu (niem. Umsiedlungslager) – od września 1942,
  - Obóz przesiedleńczy w Smukale (niem. Umsiedlungslager) – od września 1942,
  - Obóz przesiedleńczy w Tczewie (niem. Umsiedlungslager)[10]
- Centrala Przesiedleńcza w Katowicach – obejmująca Śląsk
  - System obozów Polenlager,
  - Obóz niemiecki dla Polaków (Polenlager) w Raciborzu
  - Obóz niemiecki dla Polaków (Polenlager) w Pogrzebieniu
- Ekspozytura Centrali Przesiedleńczej w Zamościu (niem. Zweigstelle Zamość)- w listopadzie 1942 r. i obejmowała tereny Zamojszczyzny
  - Obóz przesiedleńczy w Zwierzyńcu (niem. Umsiedlungslager) – utworzony w Zwierzyńcu w grudniu 1942 r.

## Zorganizowane wysiedlenia

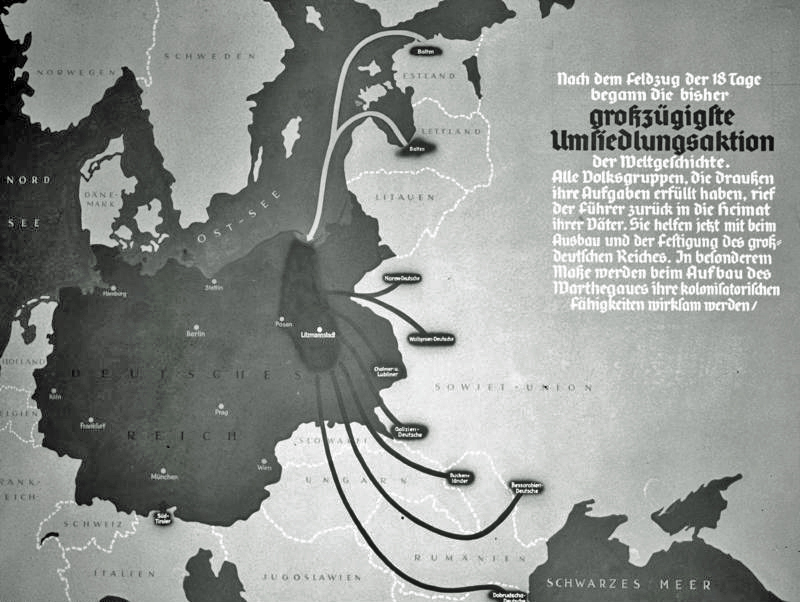
Lokalizacje, z których Organizacja VoMi przesiedlała volksdeutschów na teren Kraju Warty i Pomorza Nadwiślańskiego okupowanego przez III Rzeszę w październiku 1939

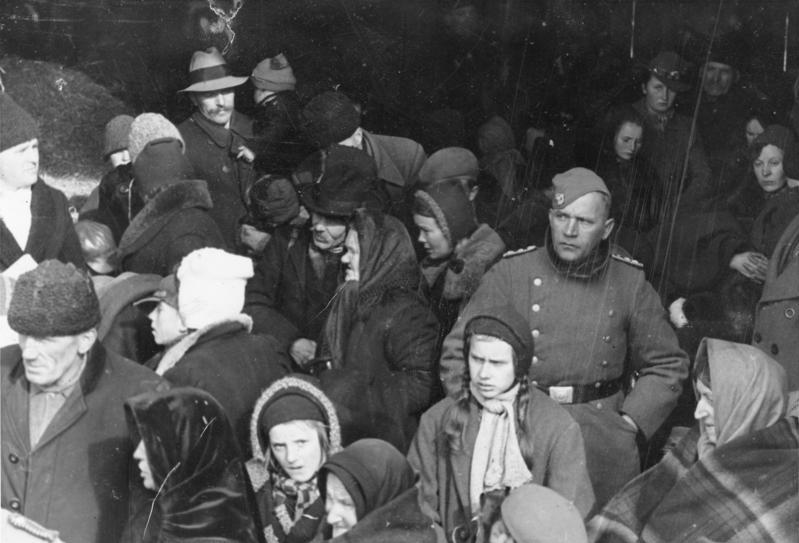
Polacy wysiedleni z Kraju Warty w 1939 roku w obozie przejściowym

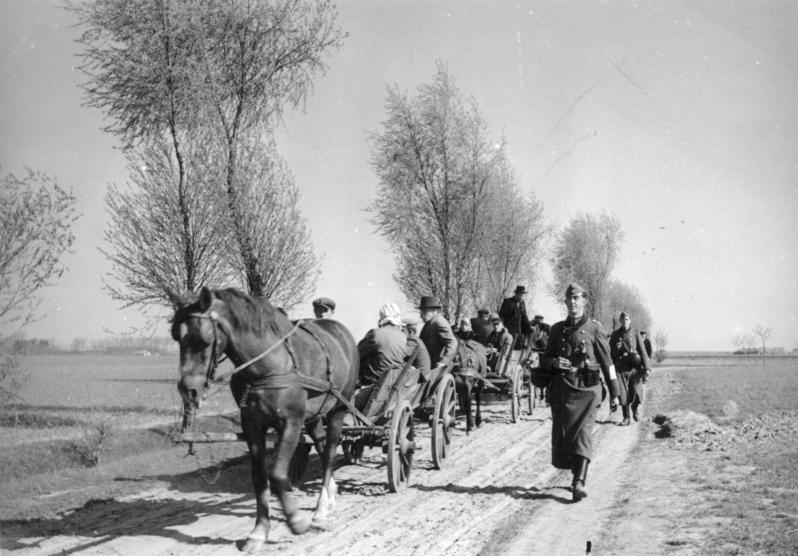
Polacy wysiedlani z Kościerzyna

Administracja niemiecka, po początkowym okresie chaosu wynikającym z działań wojennych, starała się położyć kres dzikim wysiedleniom. W swoim sprawozdaniu o stanie policji niemieckiej w Generalnym Gubernatorstwie z dnia 8 listopada 1939 roku Friedrich Krüger napisał: „Dzikim przesiedleniom należy najszybciej położyć kres”. Sprzeciw ten nie był jednak sprzeciwem wobec samego zjawiska, lecz próbą uporządkowania go i nadania mu bardziej zorganizowanego charakteru. Wysiedlenia Polaków rząd III Rzeszy planował jeszcze przed rozpoczęciem wojny. W trakcie jej trwania 21 września 1939 r. na konferencji odbytej w Berlinie u szefa policji bezpieczeństwa i służby bezpieczeństwa Reinharda Heydricha nakazano dowódcom Einsatzgruppen (grup operacyjnych) przesiedlenie ludności żydowskiej do Polski centralnej. Z kolei 11 października 1939 r. – po wcześniejszym uzgodnieniu sprawy z Hitlerem – Reichsführer-SS Heinrich Himmler, już jako Komisarz Rzeszy dla Umocnienia Niemczyzny, upoważnił policję bezpieczeństwa i służbę bezpieczeństwa do rozpoczęcia wysiedleń ludności polskiej i żydowskiej z Gdańska, Gdyni i Poznania.
Na temat zasięgu i kierunków wysiedleń toczyły się dyskusje w kierowniczych kręgach III Rzeszy. 30 października 1939 r. jednym z pierwszych dekretów wydanych przez Hitlera po zakończeniu wojny z Polską był tzw. Dekret o umocnieniu niemieckości polecający Himmlerowi przeprowadzenie masowych przesiedleń ludności polskiej, datowany na 7 października 1939 roku. Wyznaczono w nim kryteria wysiedleń. W pierwszym rzędzie objąć miały one ludność napływową, czyli urodzoną poza terenem dawnego zaboru pruskiego, oraz ludność żydowską. W kolejnym rozporządzeniu z 3 listopada 1939 r. Himmler zezwolił na dalsze przesiedlenia w Poznańskiem i na Pomorzu, wiążąc je z osadnictwem Niemców z Krajów nadbałtyckich oraz innych obszarów anektowanych przez ZSRR. Z terenów II Rzeczypospolitej wcielonych do Niemiec planowano przesiedlić do Generalnego Gubernatorstwa docelowo 8 mln osób, tj. ok. 80% zamieszkałej tam ludności polskiej. W pierwszym rzucie zamierzano w okresie od listopada 1939 do lutego 1940 roku wysiedlić ok. 1 mln osób. Reszta Polaków przesiedlona miała być do końca wojny. 
W punkcie trzecim dekretu „...o umocnieniu niemieckości” Hitler zalecał: „Utworzenie nowych niemieckich terenów osadniczych przez przesiedlenie tam, a zwłaszcza osiedlenie na stałe, reichs- i volksdeutschów powracających do kraju z zagranicy”. Byli to Niemcy mieszkający w Rosji, Rumunii oraz w krajach bałtyckich, którzy na mocy porozumień międzypaństwowych (z ZSRR był to Niemiecko-radziecki traktat o granicach i przyjaźni) poddani zostali repatriacji z tych terenów na tereny okupowanej II RP. Do wykonania akcji przesiedleńczych dokument wyznaczał szefów administracji Ober-Ost oraz podległych mu szefów administracji okupacyjnych okręgów wojskowych. W okręgu Gdańsk oraz Prusy Zachodnie był to Albert Forster, w okręgu Poznań Arthur Greiser, a w okręgu krakowskim Arthur Seyss-Inquart. Dekret Hitlera zwalniał przy tym wykonawców tych przesiedleń z odpowiedzialności karnej za ewentualne przestępstwa. „Osoby, które dla wykonania tych zadań mają zlecone zadania specjalne, nie podlegają w tym zakresie sądownictwu wojskowemu”. W praktyce przepis ten dawał całkowitą bezkarność w przypadku popełniania przestępstw oddziałom bądź jednostkom niemieckim, tym bardziej że przy okazji wysiedleń równolegle realizowano także czystki etniczne, takie jak Operacja Tannenberg, oraz regionalne akcje Intelligenzaktion mające na celu eliminację polskiej inteligencji oraz warstwy przywódczej narodu polskiego.
Dnia 25 listopada 1939 w Urzędzie Polityki Rasowej NSDAP powstał memoriał Erharda Wetzela i Günthera Hechta pt. „Traktowanie ludności byłych obszarów Polski z punktu widzenia polityki rasowej”, który poruszał kwestie wysiedleń oraz strategii okupantów w tym zakresie. Memoriał ten różnicował traktowanie ludności z podziałem na tereny wcielone do III Rzeszy oraz te, z których utworzyć miano Generalne Gubernatorstwo. W pierwszej kolejności miano wysiedlić z terenów wcielonych do Rzeszy – Pomorza, Śląska i Wielkopolski wszystkich Polaków i Żydów. Punkt drugi memoriału dotyczy w całości tej problematyki. Dokument szacował liczbę Polaków przeznaczonych do wysiedlenia z zaanektowanych terenów na 6 636 000. Pozostałą część Polaków wykazujących sympatie wobec okupantów oraz innych polskich grup: Kaszubów, Mazurów i Ślązaków, pogardliwie określonych jako Wasserpolen, szacował na około 1,2 mln i przeznaczał do tzw. procesu całkowitego zniemczenia. Memoriał wyszczególniał także 530 000 Żydów mających zostać wysiedlonych wraz z Polakami. Zdecydowanie polska ludność – o ile nie nadaje się do zasymilowania – powinna zostać wysiedlona, a pozostała zniemczona.
W okresie późniejszym po wysiedleniach z terenów II RP, które zostały wcielone do III Rzeszy, przewidywano także usunięcie Polaków oraz wszelkich Słowian (głównie Ukraińców) także z terenów Generalnego Gubernatorstwa. Hans Frank gubernator GG na posiedzeniu rządu 11 marca 1942 w Krakowie stwierdził: „...celem naszym [...] winno być opróżnienie dla osadnictwa niemieckiego całego Kraju Wisły (niem. Weichselland) włącznie z Galicją. Będzie to oczywiście możliwe tylko wówczas, jeśli się z biegiem czasu usunie stąd obce narodowości – Polaków i Ukraińców. Nie ulega wątpliwości, że przeprowadzenie takich zmian potrwa dziesiątki lat; jest to jednakże jedynie słuszna linia postępowania; każda inna jest błędna”.
Te szerokie plany wysiedleń zgodne były z doktryną polityczną i wojskową III Rzeszy tzw. Lebensraum – „poszerzania przestrzeni życiowej” dla Niemców, inspirowaną tradycyjnymi niemieckimi koncepcjami geopolitycznymi znanymi jako Drang nach Osten – parcia na wschód. Sposób realizacji tych celów zawarto w opracowanym przez dra Erharda Wetzela – kierownika Wydziału Polityki Rasowej w Ministerstwie Rzeszy, planie Generalplan Ost przewidującym zyskanie tej przestrzeni na wschodzie. Plan przesiedleńczy (Generalsiedlungsplan) stanowił jeden z najważniejszych punktów zawartych w generalnym planie wschodnim i przewidywał przekształcenie grupy ok. 14 mln ludzi w niewolników w charakterze siły roboczej oraz wysiedlenie na Syberię lub wyniszczenie 51 milionów Słowian (w tym 80–85% Polaków, 50% Czechów i Morawian, 65% Ukraińców i 75% Białorusinów, a także bliżej nieokreśloną liczbę Rosjan i Tatarów Krymskich). Na terenach przeznaczonych pod kolonizację planowano osiedlić w ciągu pierwszych 10 lat realizacji planu 4 mln osadników niemieckich, a w dalszych latach kolejne 6 mln, oraz dodatkowo ludność z innych krajów germańskich. Plan przewidywał docelowo m.in. przesiedlenie 80–85% ludności polskiej na Syberię. „Plan przewiduje wysiedlenie 80–85% Polaków, tzn. [...] miałoby zostać wysiedlonych 16-20,4 miliona Polaków, podczas gdy 3-4,8 miliona Polaków miałoby pozostać na niemieckim terenie osiedleńczym”. Pozostałych Polaków planowano przeznaczyć do niewolniczej pracy w charakterze siły roboczej.
Wysiedlenia planowe rozpoczęły się formalnie w drugiej połowie listopada 1939 r., w praktyce jednak – w początkach 1940 r. Ostatecznie przybrały mniejsze rozmiary od planowanych. Ludność polską przymuszano do podpisania volkslisty oraz starano się ją zgermanizować. Wyjątkiem był Kraj Warty, gdzie namiestnik Rzeszy Arthur Greiser, uznając Polaków za „element niegodny do włączenia w społeczeństwo niemieckie”, zarządził masowe wysiedlenia.

### Wysiedlanie z Kraju Warty

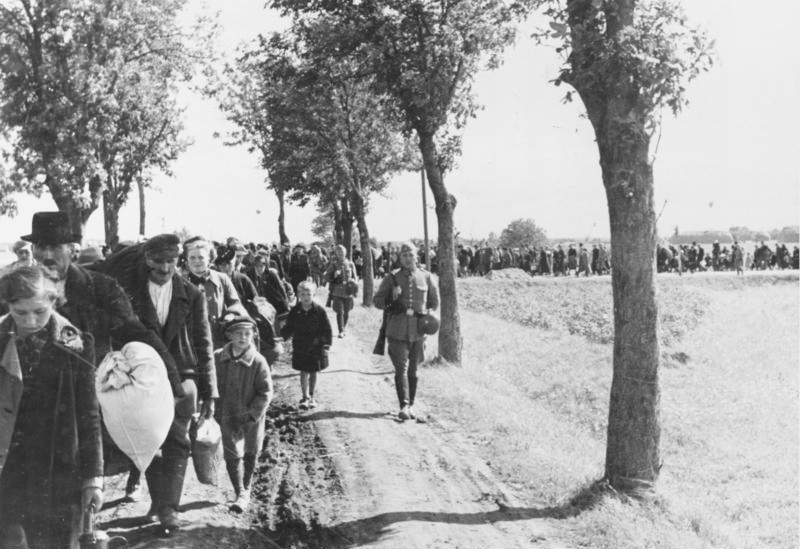
Wysiedlanie Polaków z Kraju Warty w 1939

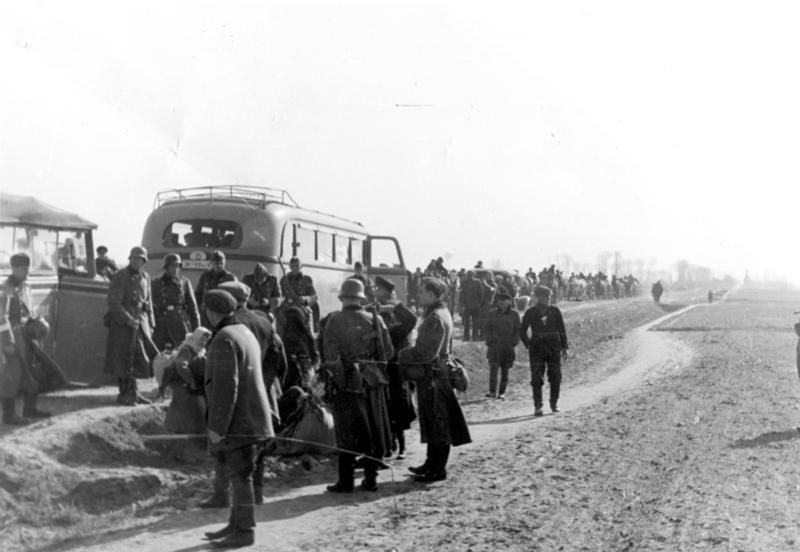
Wysiedlenie Polaków z Wielkopolski – Kraju Warty (1939)

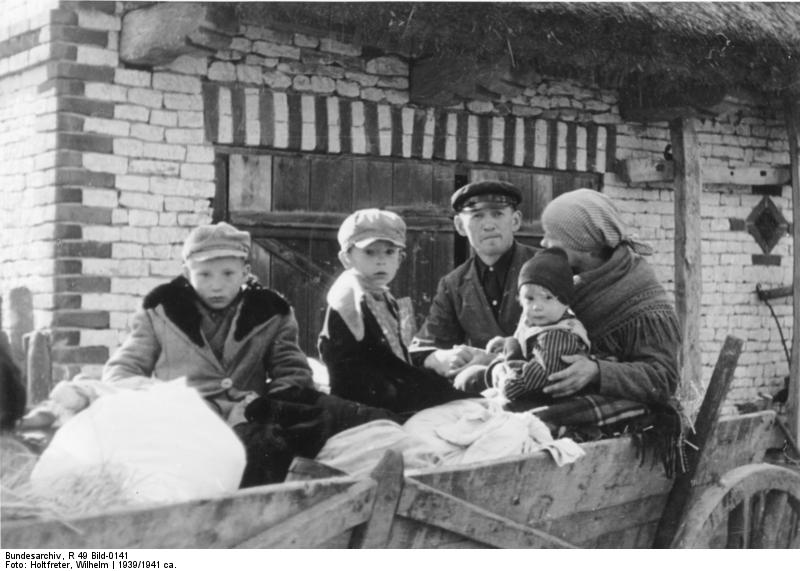
Polska rodzina wysiedlana ze wsi Dąbrowa

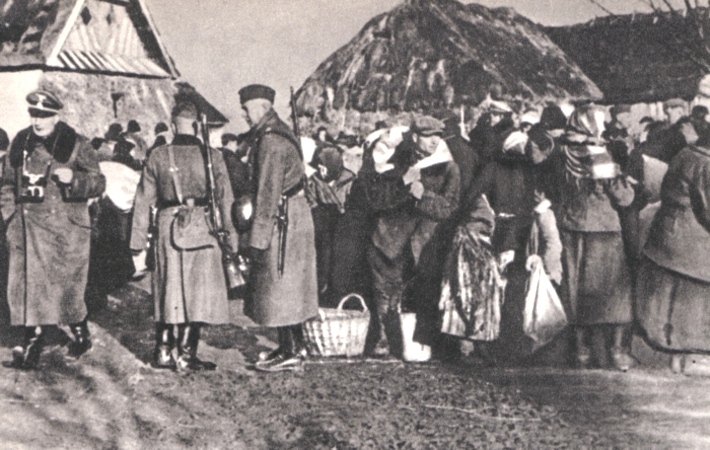
Wysiedlanie Polaków z Zamojszczyzny, w ramach Generalnego Planu Wschodniego, zima 1942/1943

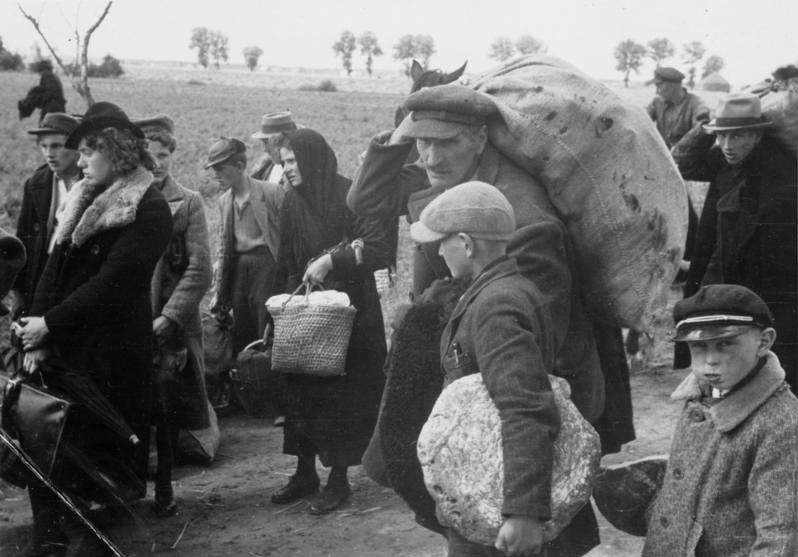
Wysiedlanie polskich rodzin w 1939 z Czerniejewa

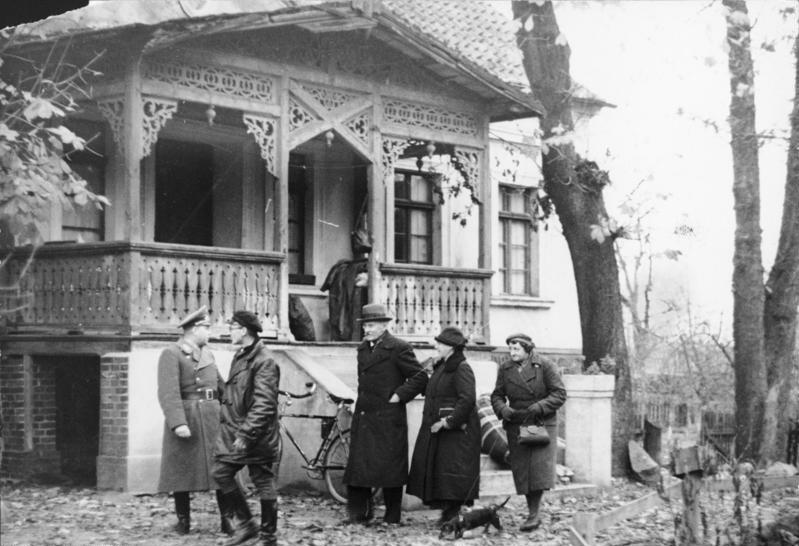
Przesiedleni Niemcy bałtyccy otrzymują nowe domy w Kraju Warty po wysiedlonych Polakach

„Zaskoczyli nas w nocy. Przesiedlenie przebiegało u wszystkich w podobny sposób: około czwartej, piątej rano głośne dobijanie się do drzwi lub bram okrzykiem: „Aufmachen! Polizei!”. Po otworzeniu oświadczyli, że należy się spakować w ciągu pół godziny i opuścić gospodarstwo. Określali również, co wolno zabierać (rzeczy osobiste oraz żywność na dwa dni). [...] Przez cały czas jeden umundurowany Niemiec stał rozkraczony w drzwiach i patrzył, co pakujemy. Raz po raz wydawał polecenie, żeby czegoś tam nie zabierać, a nawet przetrząsnął bieliznę, sprawdzając, czy nie zabieramy czegoś „zakazanego”. W ten sposób znalazł złoty zegarek – jedyną rzecz ze złota, jaką rodzice (poza ślubnymi obrączkami) posiadali. Oświadczył, że zegarek konfiskuje. Nie pomogły prośby i wyjaśnienia, że jest to rodzinna pamiątka, o czym świadczy wyryty na zegarku monogram. Usłyszał to jednak starszy wiekiem Niemiec [...]. Ku naszemu wielkiemu zdziwieniu wysłuchał prośby matki i kazał swemu kamratowi zegarek oddać”. – Edmund Makowski – mieszkaniec wsi Bielawy w powiecie gnieźnieńskim”.

Wysiedlano z Kraju Warty do Generalnego Gubernatorstwa w szczególności Żydów oraz Polaków – ziemian i przedsiębiorców, którym bez rekompensat odbierano majątki. Do końca 1939 r. wysłano do GG ok. 80 transportów – ogółem 87 883 osób. Do końca 1940 r. wysiedlenia objęły już ponad 250 tys. osób.
Po zawarciu niemiecko-radzieckiego paktu o nieagresji (Pakt Ribbentrop-Mołotow), w którym ustalono, że kraje bałtyckie (Estonia, Łotwa) i Finlandia staną się strefą wpływów i przyszłym terytorium ZSRR, na jesieni 1939 r. wielu Niemców bałtyckich otrzymało zaproszenie z nazistowskich Niemiec do osiedlenia się w Kraju Warty, skąd przymusowo wysiedlano Polaków i Żydów. Jeszcze w 1939 r. przesiedlono 87 rejsami ponad 60 tys. Niemców z krajów bałtyckich, z których większość trafiła do Kraju Warty.

W 1941 r. nasilono politykę wysiedlania stąd Żydów do dowolnego z blisko 200 gett utworzonych na terenie GG. Z samego Poznania przesiedlono do GG ok. 70 tys. osób. Setki tysięcy ludzi, głównie młodych, czasem jeszcze przed osiągnięciem pełnoletności, wysiedlono jako robotników przymusowych w głąb Rzeszy. Na miejsce Polaków i Żydów napływały grupy Niemców ze Wschodu, z terenów zajętych przez ZSRR. Dalszymi grupami byli Niemcy z Wołynia – ponad 50 tys., z Małopolski – ponad 50 tys., z Podlasia – prawie 10 tys. Zgodnie z porozumieniem z ZSRR, rozpoczęto w 1940 r. politykę „repatriacji” dziesiątek tysięcy Niemców z Besarabii, Bukowiny i innych części Rumunii. Istniały plany sprowadzenia na te tereny Niemców zamieszkujących obie Ameryki.

### Wysiedlenia z Pomorza
Masowe wysiedlenia dotknęły również wcielone do Rzeszy obszary Pomorza. W pierwszym rzędzie objęły one Polaków z południowej części Pomorza (z racji dużych skupisk ludności polskiej w tych rejonach), mieszkańców Gdyni, a także rodziny osób zamordowanych jesienią 1939 r. Celem było usunięcie tzw. elementów stanowiących zagrożenie dla Rzeszy, w tym osób mogących prowadzić działalność niepodległościową. Na ogół jednak wysiedlenia na Pomorzu nie przybrały tak wielkich rozmiarów jak w Kraju Warty, gdyż tamtejszy gauleiter – Albert Forster – preferował raczej zniemczanie polskiej ludności poprzez masowe wpisywanie na volkslistę i niechętnie przyjmował niemieckich przesiedleńców z Europy Wschodniej. Jesienią 1940 roku akcję wysiedleńczą na Pomorzu przeprowadzano w zorganizowany sposób, tworząc Centralną Komórkę Przesiedleń w Gdyni. Urząd ten nawiązał współpracę z rządem okupacyjnym Generalnego Gubernatorstwa. Wyższy dowódca SS i policji w Gdańsku, Richard Hildebrandt w swoim raporcie do Forstera raportował, że „od marca 1940 roku wysiedlono do GG bądź umieszczono w obozach dla przesiedleńców ponad 120 000 Polaków i Żydów”. Deportacje ludności polskiej odbywały się w czasie surowych mrozów zimą 1939/40 roku, w zaplombowanych bydlęcych wagonach bez ogrzewania, z których nie było możliwości wychodzenia nawet w celu załatwienia potrzeb fizjologicznych. Hans Frank, wspominając te transporty, powiedział na posiedzeniu rządu 9 grudnia 1942 roku, że „dzień po dniu przybywały do Generalnego Gubernatorstwa pociągi towarowe obładowane ludźmi. Niektóre wagony były po brzegi wypełnione trupami”.
Dane liczbowe dotyczące wysiedlonej ludności z Pomorza są rozbieżne. Według W. Jastrzębskiego do początków 1943 r. wysiedlono 121 765 osób, w tym 91 533 do Generalnego Gubernatorstwa i 30 232 wyrugowanych w ramach tzw. przesiedleń wewnętrznych, do obozów i prac przymusowych lub poddanych procesowi germanizacji. C. Łuczak wymienia liczbę 124 tys. osób. Z kolei J. Sziling pisał o ponad 170 tys. wysiedlonych, w tym 90 tys. do Polski centralnej. Znaczna część wysiedlonych (60 do 80 tys.) pochodziła z Gdyni. Natomiast według niepełnych danych, podczas okupacji z różnych stron Europy przybyło na Pomorze około 130 tys. Niemców, w tym 57 tys. z Europy Wschodniej.

### Wysiedlenia z Zamojszczyzny
Pierwsze wysiedlenia na Zamojszczyźnie odbyły się na początku listopada 1941 roku i miały charakter próbny. Na rozkaz dowódcy SS i policji Odila Globocnika niemiecka policja wysiedliła 2000 polskich chłopów ze wsi Brody Duże oraz pięciu innych wsi w powiecie zamojskim. Na ich gospodarstwach osiedlono Niemców z Besarabii. Polacy nie otrzymali siedzib zastępczych ani żadnych rekompensat.
Szeroko zakrojona akcja już w ramach Generalplan Ost rozpoczęła się na tym terenie w nocy z 27 na 28 listopada 1942 w Skierbieszowie i okolicznych wsiach. Akcję przeprowadzono w okresie od listopada 1942 r. do marca 1943 roku na terenie powiatów: zamojskiego, hrubieszowskiego i tomaszowskiego. W sumie wysiedlono ok. 120 tys. osób, w tym 30 tys. Dzieci Zamojszczyzny, które zostały odebrane rodzicom w celu germanizacji w ośrodkach Lebensborn. Po wojnie udało się odnaleźć jedynie około 800 z nich. Wiele osób, które nie chciały poddać się wysiedleniom, zastrzelono w trakcie ucieczki. Na gospodarstwach polskich chłopów osiedlano volksdeutschów z terenów Generalnego Gubernatorstwa oraz Niemców z Siedmiogrodu i Besarabii. Wysiedlenia były też źródłem licznych brutalnych akcji pacyfikacyjnych wymierzonych w bezbronną polską ludność cywilną.
Drugi etap masowych wysiedleń podjęto na Zamojszczyźnie pod koniec maja 1943 r. w ramach tzw. operacji „Werwolf” („Wilkołak”). Akcje wysiedleńcze połączono w niej z zakrojonymi na szeroką skalę działaniami przeciwpartyzanckimi i pacyfikacyjnymi. Planowano wysiedlenie około 30 tys. Polaków, a zasiedlane przez Niemców wioski miały być otaczane pasami miejscowości zamieszkiwanych przez Ukraińców i volksdeutschów. Operacja „Werwolf” rozpoczęła się w nocy z 23 na 24 czerwca 1943 r. atakiem jednostek Wehrmachtu i policji na szereg miejscowości w gminie Aleksandrów. W ramach Akcji Ukraina (niem. Ukraineraktion) na teren powiatu hrubieszowskiego przesiedlono także ok. 7 tys. Ukraińców, którzy czasowo mieli stanowić pas ochronny osłaniający niemieckie kolonie na Rzeszowszczyźnie. Wysiedlenia w zamojskim nie zostały zrealizowane według pierwotnych założeń ze względu na akcję obronną polskiego podziemia – oddziałów AK i BCH, znanej jako powstanie zamojskie. W wyniku szeregu akcji partyzanckich dokończenie tej akcji Niemcy przesunęli na okres powojenny. Chociaż władze III Rzeszy zamierzały osiedlić 60 tys. kolonistów niemieckich, to zdołano osiedlić ich jedynie 12 tys. Z planowanej liczby 696 polskich osad zdołano jednak wysiedlić 293 wioski.

### Wysiedlenia z rejencji kaliskiej i łódzkiej
Dnia 11 grudnia 1939 r. wyrzucono z osiedla pierwsze rodziny spośród mieszkańców osiedla im. „Montwiłła” Mireckiego w Łodzi. Kolejnych kilkanaście wygnano w noc sylwestrową. Największa akcja wysiedleńcza miała miejsce na przełomie 14–15 stycznia 1940 roku, kiedy to hitlerowcy wysiedlili ok. 5 tysięcy pozostałych mieszkańców osiedla. Lokatorów budzono waleniem w drzwi. Po otwarciu do mieszkań wchodzili uzbrojeni Niemcy prowadzeni przez Volksdeutchów pełniących funkcję tłumaczy nakazując zaskoczonym mieszkańcom opuszczenie mieszkań. Ludzie mieli 15–20 minut na ubranie się i zabranie najpotrzebniejszych rzeczy, po czym przewożono ich do dawnej fabryki tkanin B.A. Gliksmana przy ul. Łąkowej 4 gdzie znajdował się Centralny obóz przesiedleńczy (niem. Durchgangslager I der Umwandererzentralstelle Posen, Dienststelle Litzmannstadt). Na dziedzińcu wysiedlonych rejestrowano, a potem pędzono do nieogrzewanych pofabrycznych hal, w których przeprowadzano segregacje rasową oraz oddzielano starsze osoby od dzieci. Dzieci o nordyckich rysach przeznaczano do germanizacji, a sprawne i względnie młode osoby wywożono na roboty przymusowe w głąb Rzeszy. Pozostałą część wywieziono na tereny znajdujące się w granicach Generalnego Gubernatorstwa i zasiedlano nimi powiaty: opoczyński, piotrkowski, łowicki, skierniewicki oraz Podkarpacie. Na ich miejsce zakwaterowano urzędników niemieckich z terenów III Rzeszy oraz Niemców sprowadzonych z krajów nadbałtyckich, z Besarabii, Bukowiny oraz Wołynia. Wysiedleń dokonywano także w innych miejscowościach rejencji łódzkiej. Wielu Polaków, w tym również dzieci deportowano do Rzeszy na przymusowe roboty z Pabianic oraz Sieradza. W sumie w latach 1939–1945 wysiedlono z rejencji łódzkiej około 444 tys. osób narodowości polskiej (25% ludności).

### Wysiedlenia z rejencji górnośląskiej

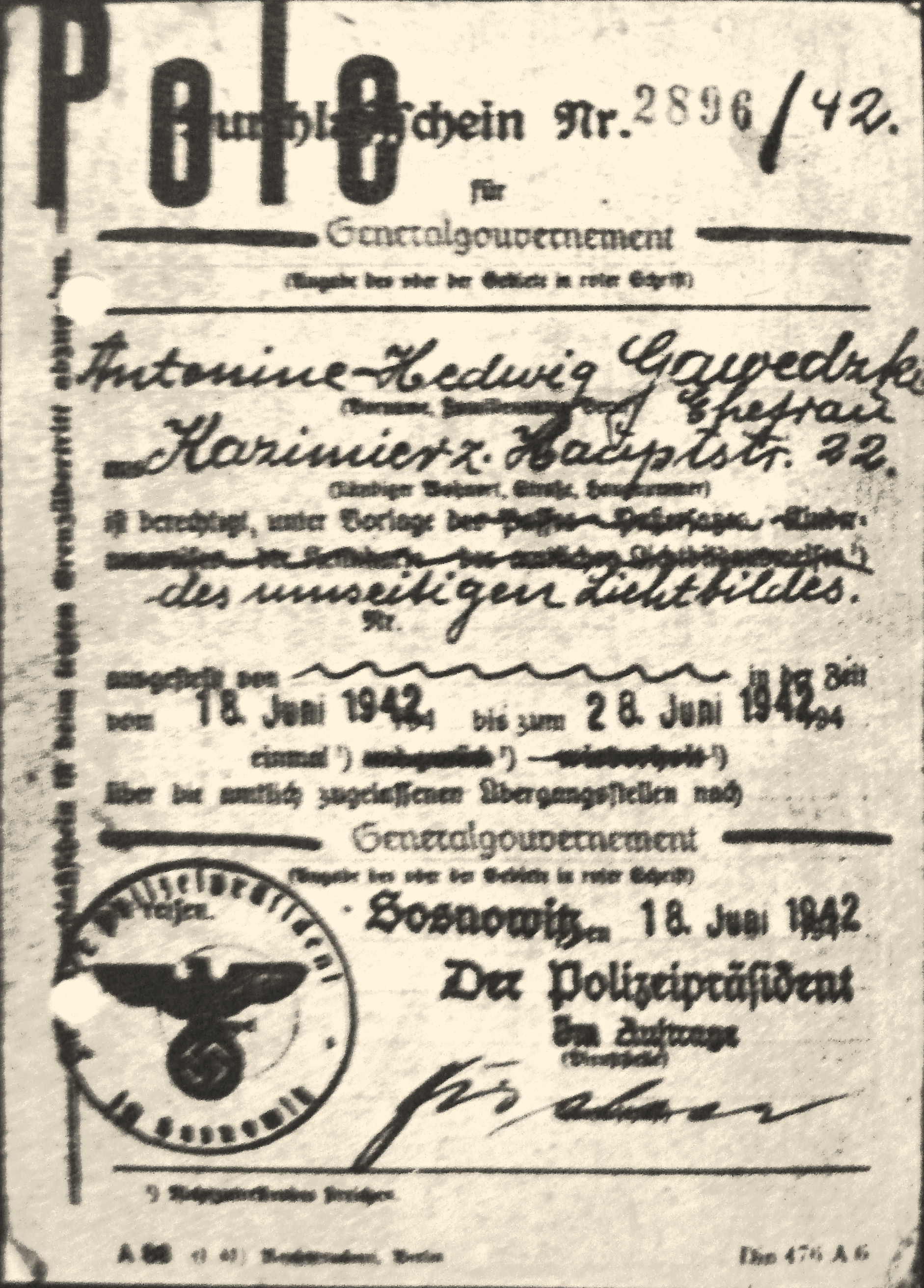
Nakaz wysiedlenia z Sosnowca z 1942 roku wystawiony na nazwisko Antonine Hedwig Gawedzki z pieczątką Pole – Polak

Na Śląsku Niemcy utworzyli sieć niespotykanych nigdzie indziej obozów wysiedleńczych zwanych Polenlager. Obozy te były przeznaczone dla Polaków, którzy byli tam więzieni bezterminowo wraz z całymi rodzinami. Więźniami były osoby narodowości polskiej znane ze swego antyhitlerowskiego nastawienia, rodziny działaczy na rzecz polskości Śląska oraz ci, którzy odmówili podpisania niemieckiej listy narodowościowej (Volkslisty). Obozy mieściły się na ogół w starych, pozbawionych podstawowych urządzeń sanitarnych, halach fabrycznych gdzie panowały bardzo trudne warunki bytowe. Wszystkich więźniów, również dzieci od 12 roku życia, zmuszano do ciężkiej pracy w zakładach przemysłowych oraz w rolnictwie. Większość Polenlagrów znajdowała się przy południowej granicy Śląska, część z nich na obecnym terenie Czech.
Wysiedlano również Polaków i Żydów z Oświęcimia i okolicznych wsi, które zostały wcielone do III Rzeszy w granice rejencji śląskiej. Niemcy postanowili usunąć miejscową ludność z najbliższej okolicy planowanego obozu koncentracyjnego Auschwitz-Birkenau. Aby pozbyć się świadków oraz uniemożliwić miejscowej ludności kontakt z przyszłymi więźniami zaplanowano wokół obozu strefę buforową o promieniu około 40 kilometrów. Wysiedlenia okolicznej ludności odbyły się w dwóch etapach na przełomie 1940–1941 roku. W pierwszej turze, 19 czerwca 1940 roku, zostali wysiedleni mieszkańcy tak zwanej Osady Barakowej. Większość budynków wysiedleńców została rozebrana, a pozyskany materiał wykorzystany do rozbudowy obozu. W bezpośrednim sąsiedztwie obozu Auschwitz I rozebrano ponad sto budynków. W drugiej na przełomie lipca i listopada 1940 roku oraz w kwietniu 1941 Niemcy usunęli ludność z lewobrzeżnej dzielnicy Oświęcimia – Zasola. Również w tym przypadku po deportacjach rozbierano zabudowania mieszkalne. W Pławach i Harmężach zniszczono w ten sposób ponad 90 procent gospodarstw. W Brzezince z kolei z przeszło 500 budynków mieszkalnych istniejących przed wojną zostało jedynie sześć. W Babicach, Broszkowicach, Borze i Rajsku rozebrano ponad 40 procent domów. Część budynków pozostawiono z przeznaczeniem dla rodzin SS-manów pilnujących obozu oraz Niemców zatrudnionych przy budowie fabryki chemicznej należącej do koncernu IG Farben. 8 marca 1941 wysiedlono mieszkańców wsi Pławy, których wywieziono do Gorlic. Wysiedlono również mieszkańców Boru i Bud (przysiółki Brzeszcz), Harmęża, Rajska, Brzezinki, Babic i Broszkowic, których wywieziono do miejscowości znajdujących się w granicach Generalnego Gubernatorstwa oraz do pobliskich miejscowości na Górnym Śląsku (Bojszowy, Jedliny, Wola), a także w powiecie bielskim (Dankowice, Osiek, Grojec, Monowice, Dwory). W efekcie wysiedlenia z Oświęcimia i okolic usunięto około 17 000 Polaków oraz Żydów całkowicie niszcząc osiem wsi. W Oświęcimiu pod koniec kwietnia mieszkało jedynie 7600 ludzi, z czego około 90% stanowili Polacy. Do gett deportowano całą żydowską ludność Oświęcimia – łącznie około 7 tysięcy osób.

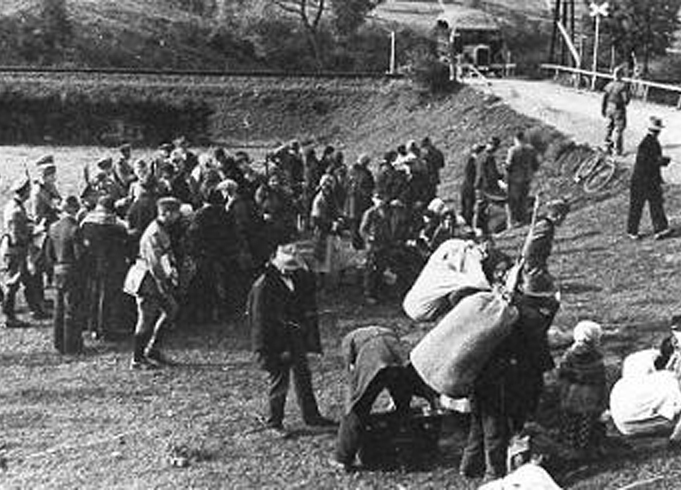
Polacy wysiedlani z żywieckiej wsi Dolna Sól w 1940 w czasie Aktion Saybusch

Wysiedlenia z  Żywiecczyzny do Generalnego Gubernatorstwa, tzw. Akcja Żywiec (niem. „Saybush Aktion”) miały objąć liczbę 20 tys. Polaków, na miejsce których zamierzano osiedlić od 600-800 rodzin niemieckich z Galicji (galiziendeutsche Bergbauern). Akcja trwała od 22 września 1940 roku do 31 stycznia 1941 roku i wysiedlono w niej w sumie 19 856 mieszkańców z 35 miejscowości powiatu żywieckiego. Podawane są również liczby 17 990 osób przez prof. Koniecznego natomiast profesor Dobosz liczbę osób wysiedlonych w latach 1940–1943 z powiatu żywieckiego szacuje na 20 497 osób. Polaków wywieziono w okolice Biłgoraju, Kalwarii Zebrzydowskiej, Radzymina, na Lubelszczyznę i Kielecczyznę, gdzie zostali pozostawieni sami sobie. Niemcy uprzedzali miejscową ludność, że deportowani są bandytami, co dodatkowo pogarszało ich sytuację. Wysiedleń dokonał Politzei-Batalion Nr. 83 pod dowództwem majora Eugena Seima liczący ok. 500 osób oraz funkcjonariusze Katowickiego Gestapo. W akcji użyto także wojska niemieckiego składającego się w dużej części z niemieckich Ślązaków. Za akcję Żywiec odpowiedzialny był Obergruppenfuehrer SS Erich von dem Bach-Zelewski, który osobiście objeżdżał wysiedlane wsie, a później witał niemieckich kolonistów. W drugiej fali wysiedleń z tego terenu w latach 1942–1944 deportowano także kolejne 12–14 tys. mieszkańców. Do końca wojny z Żywiecczyzny i jej okolic wysiedlono około 50 000 osób, czyli blisko jedną trzecią mieszkańców. W ich domach osiedlono 10 000 osadników z Małopolski Wschodniej i Bukowiny. Wysiedleni gospodarze mogli powrócić do swoich, często zniszczonych, gospodarstw dopiero po zakończeniu wojny.

### Wysiedlenia z rejencji ciechanowskiej
„Około godziny 22.30 słyszę na ulicy tupot żołnierskich butów. Zerwałam się i usiadłam na łóżku, serce biło mi strasznie i robiło mi się słabo. Walenie do bramy. Słyszę, jak dozorczyni otwiera bramę, ciężkie kroki na schodach i łomotanie do drzwi. Wyskoczyłam z łóżka na wpół ubrana i poszłam otworzyć.[...] Weszło trzech esesmanów, z gołymi bagnetami na karabinach, podali mi kartę i mówią, że jestem wysiedlana. Mam 15 minut na przygotowanie się do opuszczenia domu. [...] Niemcy popędzali nas nieustannie: „Schnell, schnell”. Mój zegarek leżał na stole. Jeden z Niemców wyciągnął szybko rękę i wsunął go do kieszeni, a drugi skradł leżące na stole nożyczki. Córka wzięła sanki syna, załadowała na nie nasz cały „dobytek” i wyszliśmy z domu przeprowadzani przez pięciu uzbrojonych Niemców.(...) O 13.00 Niemcy wezwali nas do innej sali i kazali mi się podpisać, że wszystkiego zrzekam się na korzyść Rzeszy i rościć nie będę żadnych pretensji do pozostawionego majątku. Po odebraniu niemieckiego dowodu osobistego zaprowadzono mnie z córką do rewizji. Rewidowały kobiety Volksdeutschki, szukając złota. Nic nie miałam”. – Janina Matraś – emerytowana nauczycielka Liceum Ziemi Kujawskiej z Włocławka”
Wysiedlenia z rejencji ciechanowskiej w okresie od lutego do maja 1940 roku odbywały się poprzez obóz przesiedleńczy znajdujący się w Działdowie. W okresie od lutego do maja 1940 r. był to obóz przejściowy dla Polaków, wysiedlanych z byłych powiatów płockiego i ciechanowskiego, a także z Białostocczyzny. Do obozu kierowano również mieszkańców powiatu przasnyskiego, gdzie rozpoczęto budowę poligonu wojskowego, uprzednio wysiedlając całe wsie. Obóz ten został przekształcony pod koniec 1940 roku w wychowawczy obóz pracy i do lata 1941 r. oddział obozu przeznaczony dla wysiedleńców przestał istnieć. W sumie w rejencji ciechanowskiej wysiedlono w czasie wojny około 25 000 Polaków.

### Wysiedlenia po powstaniu warszawskim

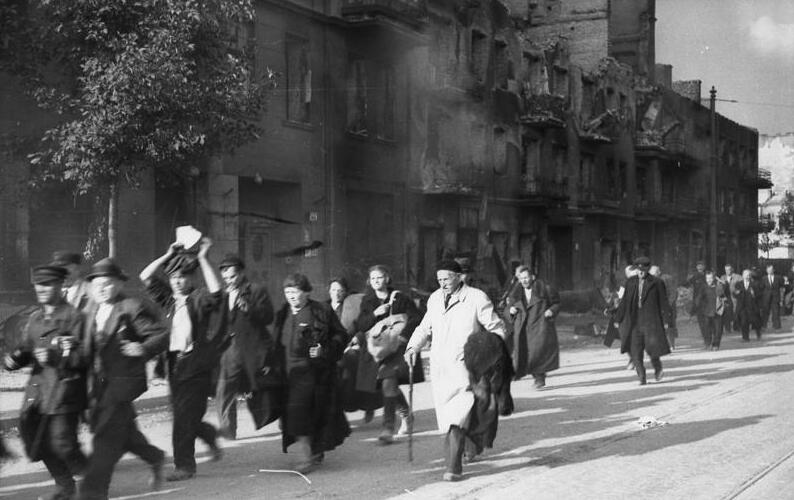
Mieszkańcy Warszawy wypędzani ze swych domów. Wola – pierwsze dni sierpnia 1944

Po wybuchu powstania Hitler wydał rozkaz zniszczenia miasta oraz wymordowania wszystkich jego mieszkańców. W pierwszych dniach sierpnia 1944 r. realizacja tego rozkazu zaowocowała masakrami na dotąd niespotykaną skalę (tylko na warszawskiej Woli zamordowano jednego dnia 45 tysięcy osób). Masowe egzekucje wstrzymał około 10 sierpnia rozkaz Hitlera, nakazujący wysyłanie zagarniętej ludności do obozów koncentracyjnych i zakładów pracy na terenie GG i Rzeszy. Odtąd ludność cywilna była wypędzana z miasta. Schemat wysiedleń wyglądał zazwyczaj podobnie. Najpierw cywilów spędzano wśród gwałtów i grabieży do prowizorycznych obozów przejściowych znajdujących się w obrębie miasta – takich jak kościół św. Wojciecha na Woli, targowisko „Zieleniak” na Ochocie, koszary Stauferkaserne i Flakkaserne na Mokotowie czy gmach CIWF na Bielanach. Przetrzymywani w nieludzkich warunkach (bez żywności, wody i pomocy medycznej) i narażeni na coraz to nowe gwałty, szykany i grabieże Polacy byli następnie wywożeni poza miasto, głównie do zorganizowanego przez Niemców obozu przejściowego w Pruszkowie (przeszło przezeń od 390 do 410 tysięcy warszawiaków).
Dalej los wypędzonych bywał różny. Około 90 tys. Polaków wysłano do pracy przymusowej w głąb Rzeszy, 60 tys. skierowano do obozów koncentracyjnych, a około 100 tys. zwolniono, ewentualnie wyprowadzono z obozów przejściowych pod różnymi pretekstami. Resztę, to jest 300–350 tys. osób, rozwieziono po całym Generalnym Gubernatorstwie (najwięcej do zachodniej części dystryktu warszawskiego, następnie radomskiego i krakowskiego), pozostawiając ich tam bez jakichkolwiek środków do życia.

### Deportowani na roboty przymusowe
W wysiedleniach znaczną rolę odegrały organizowane od początku wojny tzw. łapanki. Były one głównym narzędziem polityki germanizacyjnej okupantów w realizowaniu wysiedleń oraz pozyskiwaniu darmowej siły roboczej dla niemieckiego rolnictwa i przemysłu zbrojeniowego. Ludność złapaną w łapankach wywożono głównie w głąb Niemiec. Deportowanych na roboty przymusowe zatrudniano najczęściej w rolnictwie, leśnictwie, ogrodnictwie i rybołówstwie, nieco rzadziej w przemyśle i transporcie. Pewna część pracowała w innych gałęziach niemieckiej gospodarki, a także np. gospodarstwach domowych (jako służący). Z robotnikami przymusowymi nie zawierano umów pisemnych, a o czasie ich pracy decydował pracodawca, często nie respektując prawa do niedziel i świąt. Robotnicy przymusowi nie mieli praw urlopowych, nie mogli także bez przepustki oddalać się poza miejscowość, gdzie byli zatrudnieni, nie wolno im było uczestniczyć w imprezach kulturalnych ani przebywać w lokalach publicznych; nie wolno im było bez zezwolenia zawierać związków małżeńskich. Mieli obowiązek nosić na ubraniu wyróżniającą ich naszywkę (Polacy – trójkąt z literą „P”). Młodociani zobowiązani byli do pracy w wymiarze identycznym z dorosłymi, ale za mniejsze wynagrodzenie. Z terenów Generalnego Gubernatorstwa wywieziono około 1,3 miliona osób, a z ziem wcielonych do Niemiec około 600-700 tysięcy. Najbardziej problematyczne jest ustalenie liczby ludności wywiezionej do Niemiec ze wschodnich terenów Rzeczypospolitej. Szacunkowe dane, jakie są podawane dla tych ziem to liczba 300-600 tysięcy osób. Na konferencji tematycznie poświęconej Polakom wywiezionym do Rzeszy na roboty, która odbyła się w marcu 1942 roku w Krakowie, kierownik dr Frauendorfer stwierdził, że: „liczba Polaków zatrudnionych w Rzeszy osiągnęła 1,1 miliona, z czego Główny Wydział Pracy sam jeden skierował do Rzeszy 630 000. ludzi. Obecnie wciąż jeszcze wysyła się do Rzeszy 7000 do 8000 Polaków tygodniowo”. Łącznie szacuje się, że do jesieni 1944 do robót przymusowych skierowano łącznie z jeńcami wojennymi – (w łącznej liczbie sięgającej 300 tys. osób) około 2,8 mln Polaków, w tym prawie połowę stanowili mieszkańcy GG, czyli co dziesiąty obywatel GG pracował w Rzeszy. Robotników przymusowych rozlokowywano m.in. na terenach:
- Prus Wschodnich (ok. 115 tysięcy)
- Brandenburgii (ok. 115 tysięcy)
- Pomorza (ok. 100 tysięcy)
- Dolnego Śląska (ok. 100 tysięcy)

### Wysiedlenia z ziem przeznaczonych na poligony i obiekty wojskowe
Tylko w czasie 1941 roku planowano przesiedlić wewnątrz Generalnego Gubernatorstwa ok. 180 000 osób w związku z potrzebami Wehrmachtu. Wiązało się z tym zakwaterowanie żołnierzy niemieckich, tworzenie poligonów, magazynów oraz bazy gospodarczej dla niemieckiego wojska. Na posiedzeniu rządu okupacyjnego dnia 13 stycznia 1941 roku w Krakowie uzgodniono, że wysiedleniom z planowanych obiektów Wehrmachtu zostanie poddanych 80 000 osób z terenu Konin-Pleszew, 40 000 z Sieradza, 20 000 z terenów przeznaczonych na składy wojskowe w okręgu Warty (Oborniki), 22 000 z terenów przeznaczonych na Składy Lotnictwa Północ (Rypin), 25 000 z terenów przeznaczonych na Składy Wojsk Lądowych Północ (Mława), 10 000 z Brizji k. Bytomia, 5000 z Torunia. Wysiedlano również całe wsie w powiecie przasnyskim, gdzie rozpoczęto budowę poligonu wojskowego. W okresie między 1 lutego a 30 kwietnia 1941 przesiedlono 64 500 osób. W sieradzkim, gdzie Niemcy w latach 1940–1942 na obszarze ok. 320km² utworzyli poligon niemieckich wojsk pancernych, na którym testowano m.in. rakiety V-1, zlikwidowano 150 wsi zamieszkanych przez ok. 26 tys. Polaków. Na tym terenie znajdowało się 4876 gospodarstw chłopskich i 9 folwarków ziemskich. Wysiedlono 20 712 osób, resztę zatrudniono na miejscu: w zachowanych majątkach rolnych, przy budowie dróg, lotniska, koszar, baraków dla jeńców wojennych. Część ludności przesiedlono do Łodzi (Litzmannstadt), pozostałych do sąsiednich powiatów.
Na Podkarpaciu na mocy rozporządzenia Dowództwa Sił Zbrojnych Rzeszy (OKW) z 21 grudnia 1939 roku podjęto decyzję utworzenia Poligonu SS „Obóz Puszczański” (SS Truppenubungsplatz „Heidenlager”) w rejonie miast Dębica oraz Mielec. Na potrzeby poligonu przewidziano dokonanie wysiedleń ludności polskiej zamieszkałej na tym terenie, które przeprowadzała filia Towarzystwa Przesiedleńczego w Mielcu przy pomocy terenowych organów administracyjnych Kreishauptmannschaft w Dębicy oraz landkomisariatów w Kolbuszowej i Mielcu. Pierwsze wysiedlenia rozpoczęto w najbliższej okolicy siedziby komendy poligonu już na wiosnę 1940 roku. Wysiedlono mieszkańców Brzeźnicy oraz jej przysiółków, Wielonczy, Kotowrotnię oraz przysiółek Pustkowa – Wólkę Pustkowską. W lipcu wysiedlono wieś Ocieka wraz z przysiółkiem Sadykierz. We wrześniu podczas 10-dniowych wysiedleń wsie Kamionka oraz Żdżary, a w listopadzie wsie Cierpisz, Rudę, przysiółek Borku Wielkiego – Poręby, Boreczek, Wolicę Ługową, Wolicę Piaskową oraz liczącą 2000 osób wieś Czarną. Wysiedleń bezpośrednio dokonywało SS, stosując przymus fizyczny. Dobytek, który nie został zabrany przez wysiedleńców, przejmowały władze niemieckie, a pozostawione domy i gospodarstwa były burzone lub demontowane. W sumie wysiedlono kilkadziesiąt tysięcy osób, a na miejscu ich zamieszkania utworzono dobra ziemskie SS Heidelager, Poligon SS Dębica, Poligon Wehrmachtu oraz Poligon lotnictwa (niem. Truppenubengsplatz der Luftwaffe) notowany pod kryptonimem „Gemeinde Górno” – „Gmina Górno”.

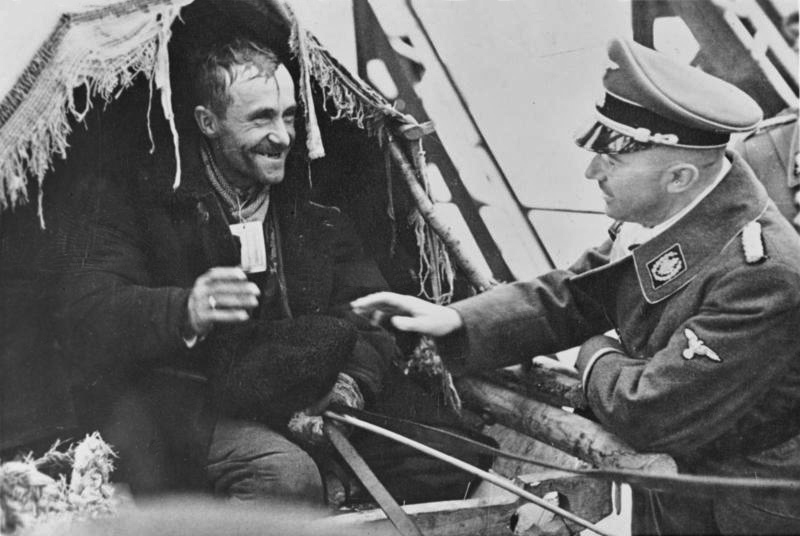
Cholmeraktion – Niemiecki przesiedleniec z Małopolski Wschodniej witany przez Heinricha Himmlera

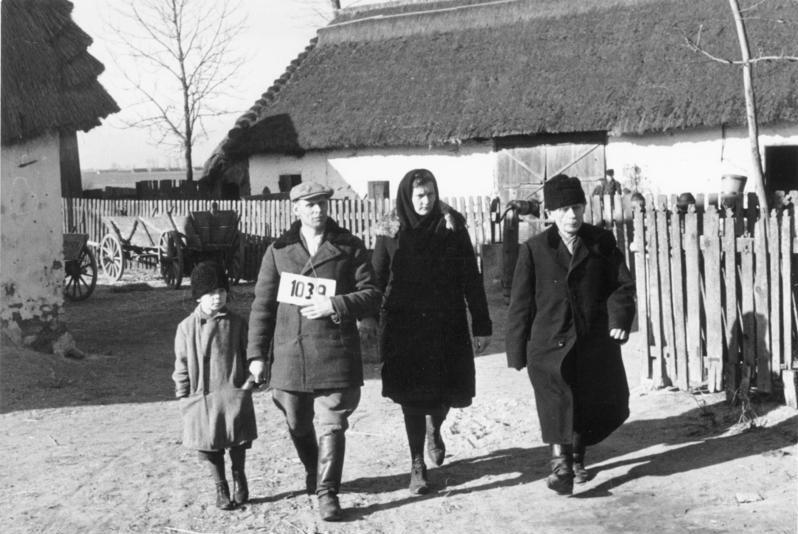
Niemieccy przesiedleńcy przejmują gospodarstwa w Kraju Warty – maj 1940

### Szacunek liczby ludności wysiedlonej przez Niemców w okupowanej Polsce
Istnieją różne szacunki Polaków wysiedlonych przez Niemców podczas II wojny światowej. Według szacunku Czesława Łuczaka, który publikował w latach 70., liczba wysiedlonych w okupowanej Polsce wynosiła między 1689 a 1709 tys. osób narodowości polskiej. Obecnie zweryfikowane przez historyków dane dotyczące wysiedleń podają, że w latach 1939–1945 okupanci niemieccy wysiedlili przymusowo ok. 2478 tys. Polaków.
| Nazwa terytorium                       | Liczba wysiedlonych |
| -------------------------------------- | ------------------- |
| Kraj Warty                             | 630 tys.            |
| Śląsk                                  | 81 tys.             |
| Pomorze                                | 120–170 tys.        |
| Okręg białostocki                      | 28 tys.             |
| Rejencja ciechanowska                  | 25 tys.             |
| wysiedlenia „dzikie” (głównie Pomorze) | 30–40 tys.          |
| ziemie wcielone (łącznie)              | 918–928 tys.        |
| Zamojszczyzna                          | 100–110 tys.        |
| Generalne Gubernatorstwo (poligony)    | 171 tys.            |
| Warszawa (po powstaniu warszawskim)    | 500–600 tys.        |
| razem na terenach okupowanych          | 1689–1709 tys.      |

## Konfiskaty majątków polskich

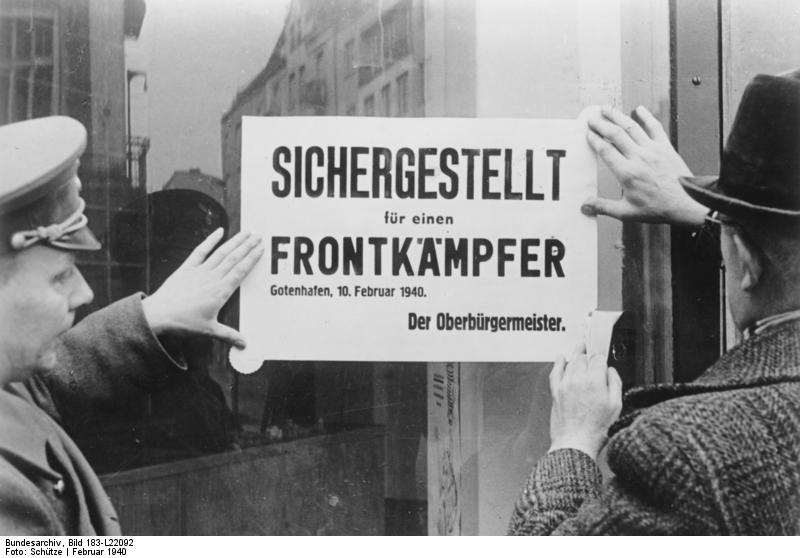
Rabunek mienia wysiedlonych Polaków. Obwieszczenie niemieckiego nadburmistrza Gdyni na sklepie wysiedlonych polskich właścicieli o „zabezpieczeniu dla żołnierza na froncie”. Gdynia, 10 lutego 1940

Jednym z pierwszych prawnych dokumentów dotyczących konfiskaty majątków polskich na terenach wysiedleńczych było wydane już 27 września 1939, a później uzupełniane „Rozporządzenie o konfiskacie polskiej własności w Prusach zachodnich”, które mówi: „Aktywa państwa polskiego, instytucji państwowych, walory przyrodnicze oraz aktywa osób fizycznych i prawnych mogą być zatrzymane i skonfiskowane” Przepisy te spowodowały masowe przejmowanie własności polskiej – państwowej przez niemieckie państwo, a prywatnej przez osoby fizyczne narodowości niemieckiej.
Niemieckie dowództwo wojskowe, a później Główny Urząd Powierniczy do prowadzenia prywatnych przedsiębiorstw oraz firm powoływały tzw. powierników. Z danych Głównego Urzędu Powierniczego wynika przykładowo, że na terenie Gdańsk-Prusy Zachodnie powiernictwem objęto 774 przedsiębiorstwa, jak drogerie, hotele, spółdzielnie, drukarnie czy cegielnie.

## Organizacje wysiedlonych Polaków
Istnieje w Polsce kilka organizacji skupiających wysiedlonych Polaków:
- Stowarzyszenie Związek Wysiedlonych „Gniazdo” z Poznania – prezes mec. Paweł Król
- Związek Wysiedlonych Ziemi Łódzkiej z Łodzi – prezes Janina Bułhak
- Stowarzyszenie Gdynian Wysiedlonych z Gdyni – prezes Benedykt Wietrzykowski